# Nietap
Nietap (Drents: De Nijtap of De Neitap) is een dorp in de gemeente Noordenveld, in de Nederlandse provincie Drenthe. Het dorp grenst aan het Groningse Leek. Nietap heeft 1.195 inwoners (CBS, 1 januari 2023).
Nietap kan worden beschouwd als het Drentse gedeelte van het dorp Leek. Het heeft zijn bestaan dan ook te danken aan het feit dat de jonkers van Nienoord alles te vertellen hadden over Leek, maar dat hun macht niet verder reikte dan de beek de Lek, de grens met Drenthe. Als gevolg hiervan ontstonden in het huidige Nietap enkele gelegenheden waar het (in Leek verboden) borreltje kon worden gedronken. Men ging naar de 'Nije Tap', zoals de eerste herberg hier heette. Deze naam is daarna overgegaan naar die van het dorp.
Op kaarten uit de 16e tot de 18e eeuw heet Nietap nog Thedema, naar de Thedemaborg, een landhuis op de plaats van het huidige dorp Nietap.
Onder Nietap valt formeel de buurtschap Terheijl, en een klein deeltje van het gehucht Oostindië, dat in het verlengde ligt van Terheijl op de Drents-Groningse grens.

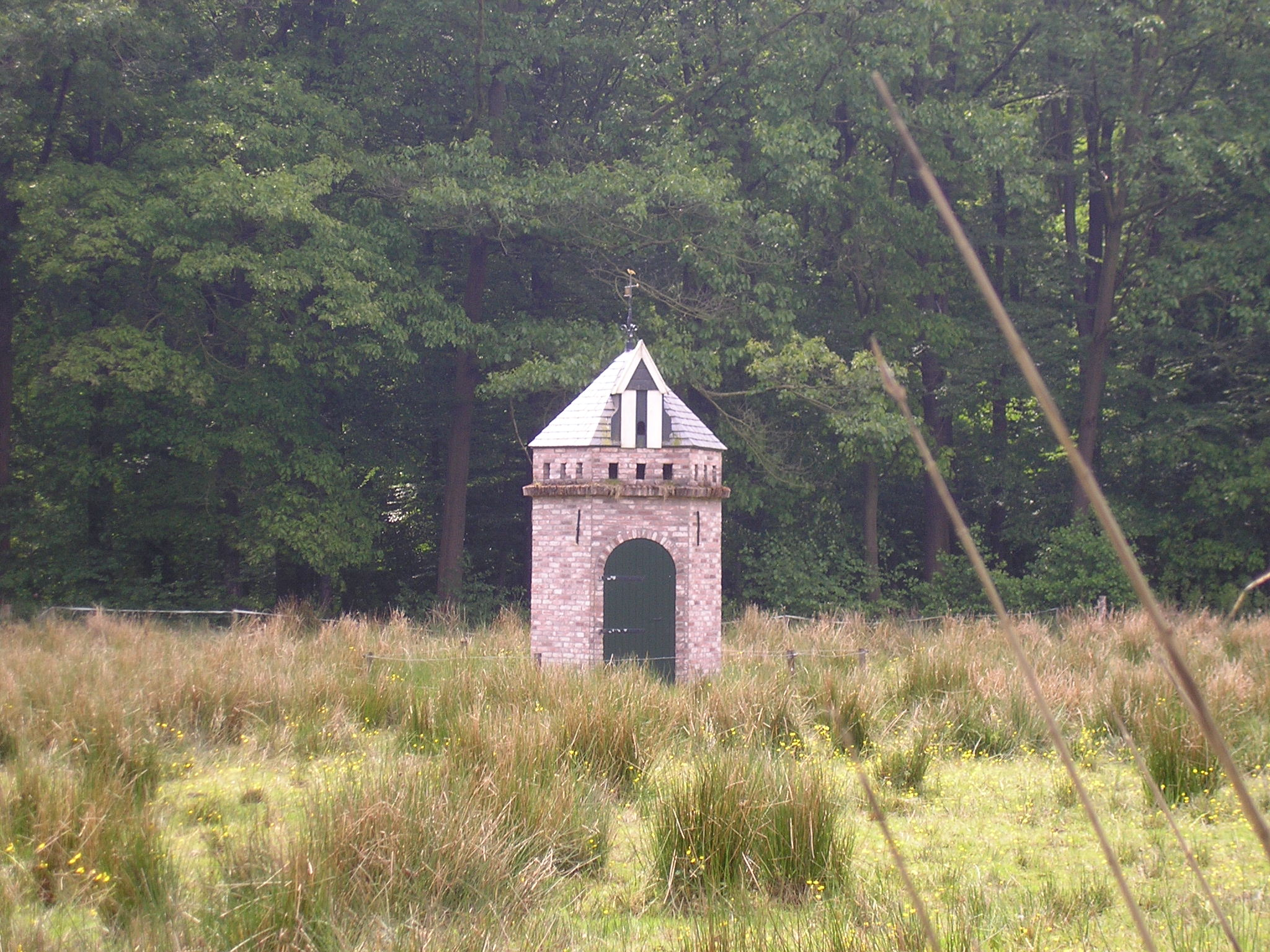
Duiventoren in Natuurschoon Nietap
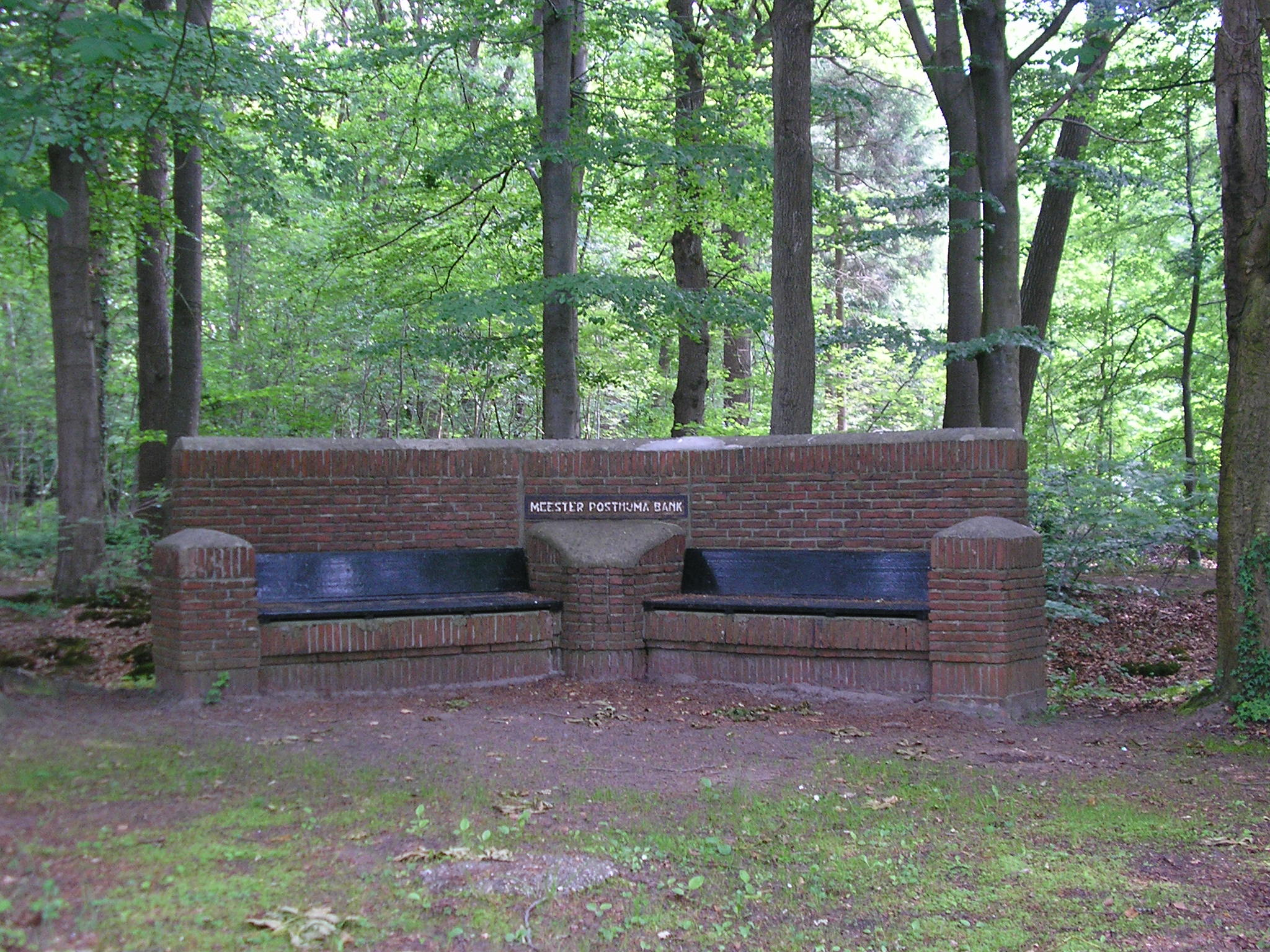
Meester Posthumabank in Natuurschoon Nietap
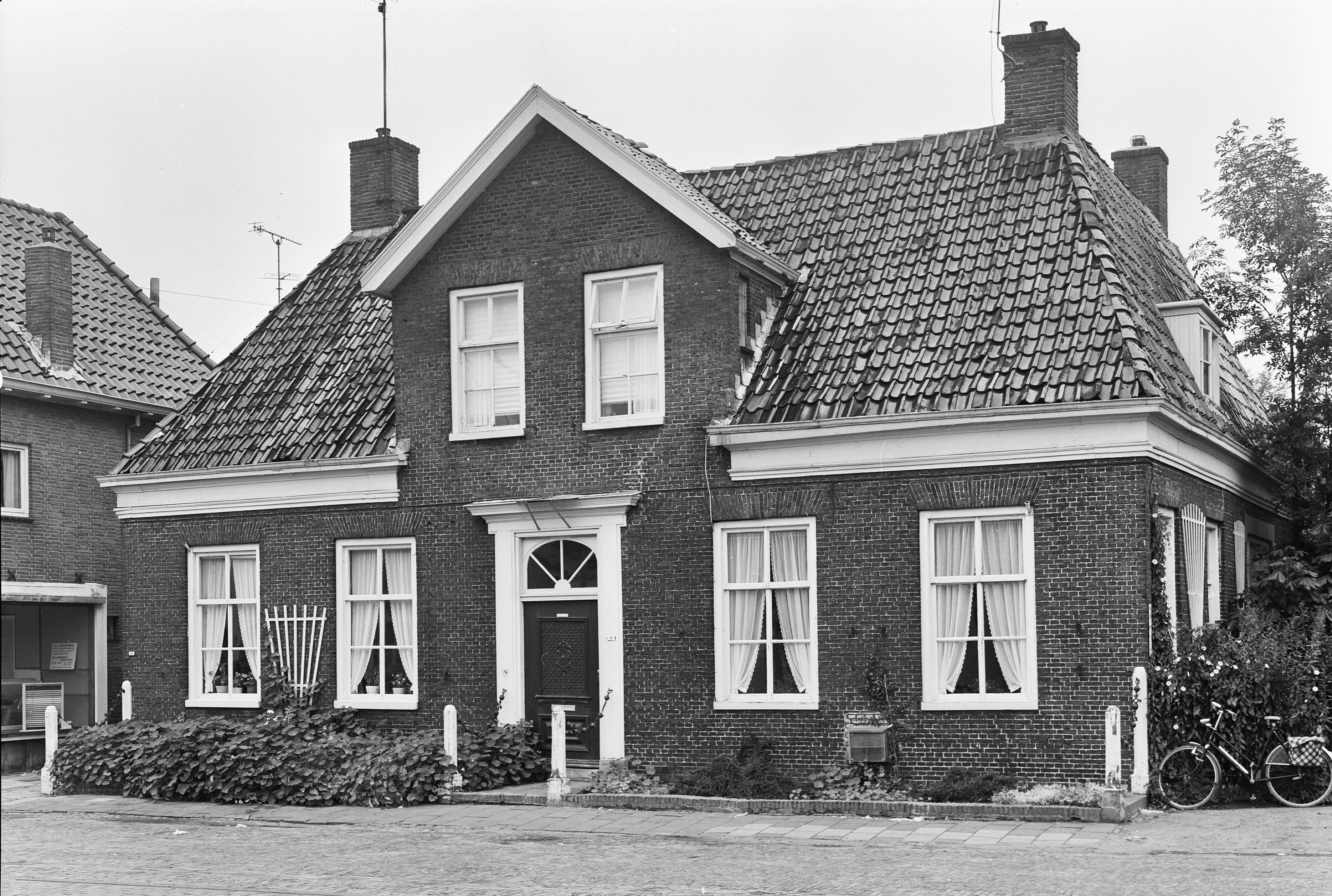
J.P. Santeeweg 18, rijksmonument